# Józef Cembrzyński
Józef Cembrzyński (ur. 18 sierpnia 1912 w Sławkowie, zm. 8 lipca 1943 w Mauthausen-Gusen) – hutnik, oficer Wojska Polskiego, organizator antyhitlerowskiego ruchu oporu w Sławkowie.

## Życiorys
Pochodził z wielodzietnej rodziny Antoniego i Walerii z domu Lekstan.
Ukończył Państwową Szkołę Górniczą i Hutniczą w Dąbrowie Górniczej i Szkołę Podchorążych Łączności w Zegrzu. Na stopień podporucznika został mianowany ze starszeństwem z 1 stycznia 1938 i 66. lokatą w korpusie oficerów rezerwy łączności.
Do sierpnia 1939 pracował w Hucie "Pokój" w Nowym Bytomiu (obecnie dzielnica Rudy Śląskiej).
We wrześniu 1939 walczył w składzie Armii Kraków. Wzięty do niewoli zbiegł i schronił się u rodziny w Sławkowie.Podjął pracę w technicznej obsłudze kolei w Olkuszu.
Jeszcze w 1939 roku przystąpił do organizowania antyhitlerowskiego ruchu oporu w Sławkowie. Wraz z byłymi żołnierzami WP utworzył Stowarzyszenie Samopomocy Społecznej, którego celem było przygotowanie się do zbrojnego wystąpienia przeciw okupantowi, gromadzenie informacji o ruchach wojsk, o niemieckich urzędnikach i wspierających ich folksdojczach, a także udzielanie pomocy osobom zagrożonym aresztowaniem w przekraczaniu granicy w Olkuszu między terenami włączonymi do III Rzeszy a Generalnym Gubernatorstwem.
W nocy z 12 na 13 lutego 1943 roku został aresztowany wraz z sześcioma innymi konspiratorami ze Stowarzyszenia Samopomocy Społecznej oraz teściem Jakubem Marcem. Przewieziony do więzienia w Mysłowicach, a stamtąd do Auschwitz. 14 kwietnia 1943 roku został zarejestrowany w Mauthasen-Gusen, nr więźnia 14214. Rozstrzelano go 8 lipca 1943 roku o godz. 15:18. Pozostawił żonę Marię i pięcioro dzieci.